# For the First Time (album de Black Country, New Road)
Albums de Black Country, New Road
Ants from Up There (en)
(4 février 2022)
Singles
1. Sunglasses
Sortie : 26 juin 2019
2. Science Fair
Sortie : 28 octobre 2020
3. Track X
Sortie : 11 janvier 2021

Album "For the first Time" de Black Country, New Road (2021)

For the First Time (stylisé en For the first time ) est le premier album studio du groupe de rock britannique Black Country, New Road, sorti le 5 février 2021 chez Ninja Tune. L'album est lancé par deux singles, « Science Fair » et « Track X », et comprend également des versions réenregistrées des singles « Athens, France » et « Sunglasses », initialement sortis en 2019. Il est produit par Andy Savours et enregistré en mars 2020. Plutôt connu pour son exploration des styles  post-punk, klezmer, free jazz et math rock, le groupe s'est plutôt tourné vers de la musique atmosphérique que vers du post-punk sur For the First Time :
« We've since learnt our best asset: We can play quietly. We've taken that and used it so it's more dynamic. Intensity worked for us with those early recordings, like, 'Oh my god, this band is so intense and angsty,' but this record is a much more considered approach. »
— Le saxophoniste du groupe Lewis Evans, au sujet de l'album, dans Consequence of Sound.
        
« Depuis, on a découvert ce qui est en fait notre meilleur atout : on peut jouer calmement. On l'a intégré, et on l'a utilisé pour rendre ça plus dynamique. L'intensité, ça fonctionnait avec nos premiers enregistrements, du genre « Oh mon dieu, ce groupe est tellement intense et angoissé », mais ce disque, c'est une approche beaucoup plus réfléchie. »
L'album est acclamé par les critiques musicaux, qui apprécient en particulier ses sonorités expérimentales et son lyrisme poétique. Il est nommé pour le Mercury Prize en 2021 et connaît un succès commercial, en débutant à la 4e place du UK Albums Chart.

## Contexte et sortie de l'album
Black Country, New Road sort son premier single, "Athens, France" en janvier 2019 chez Speedy Wunderground (en),. Le groupe sort son deuxième single, « Sunglasses », plus tard cette année-là. Ces deux morceaux attirent l'attention des critiques, qui s'intéressent aux expérimentations post-punk, klezmer et free jazz du groupe,,.
Le groupe explique que For the First Time résume leur première tournée de 18 mois. Ils expliquent qu'ils « souhaitaient que le disque sonne exactement comme [ils] aim[ent] jouer en concert ». L'album sort le 5 février 2021 chez Ninja Tune. Avant sa sortie, il est classé parmi les albums les plus attendus de février 2021 par plusieurs publications spécialisées, dont Evening Standard et The Quietus.,

## Promotion
Black Country, New Road annonce l'album For the First Time le 28 octobre 2020, en même temps que sort « Science Fair », le single principal de l'album. Le groupe partage également la liste des pistes de l'album, révélant que celui-ci contiendrait des versions retravaillées des singles « Athens, France » et « Sunglasses ». Le deuxième single, "Track X", sort le 11 janvier 2021. Enfin, For the First Time sort le 5 février 2021.

## Accueil critique
Sur l'agrégateur Metacritic, qui attribue une moyenne sur 100 des critiques des publications grand public, l'album obtient une note moyenne pondérée de 83, sur la base de 17 critiques, ce qui démontre une approbation largement partagée.
Kitty Empire, de The Guardian, considère For the First Time comme l'un des meilleurs albums de l'année, et écrit qu'il constitue « un joyeux mépris des genres ». Dans Clash, Hayley Scott qualifie l'album de « jalon important dans la musique de guitare moderne », considérant Black Country, New Road comme « une anomalie bien nécessaire ». Dans une critique pour The Line of Best Fit, Lauren Down décrit l'album comme « féroce et infiniment intelligent, très réfléchi et sauvagement improvisé, agrémenté d'une tension hérissée et enflammé d'une intensité brûlante et d'un sourire entendu ». Charlie McQuaid d' Exclaim! estime que le disque est « une représentation honnête de la position du groupe à ce moment-là — et même du fait qu'il évolue ». Ryan Leas, de Stereogum, le classe comme le meilleur album de sa semaine de sortie, louant la production et la narration du groupe.
B. Sassons de PopMatters salue la production expérimentale, le lyrisme poétique et la polyvalence vocale, affirmant que « For the First Time maintient une intensité bien tempérée, raffiné dans sa prestation mais honnête dans son angoisse ». Max Freedman, de Paste ajoute que l'album montre « une nette préférence pour les atmosphères plutôt que pour le post-punk ». Kyle Kohner de Beats Per Minute compare le son rock expérimental des années 90 de l'album à celui du groupe de rock américain Slint, et considère que le groupe « a conçu un disque – et un son – inégalé par la plupart des groupes émergents de la dernière résurgence post-punk ». Luke Cartledge, de NME, qualifie l'album de « totalement hypnotisant », affirmant que « For The First Time est un triomphe, à la fois en tant que document  qui informe sur ce que ce groupe a été jusqu'à présent et comme un indice passionnant sur la direction qu'ils pourraient prendre ensuite ». Dans une critique pour AllMusic, Paul Simpson estime que « parfois, le chant (et le fait de citer constamment des noms) devient envahissant, mais la musicalité est forte et aventureuse, emmenant une instrumentation familière dans des directions inattendues, et Black Country, New Road est indéniablement original ». Matt Cotsell, dans musicOMH, accueille le disque de manière plutôt positive. Il écrit : « Black Country, New Road ne sont pas des dieux, mais cet album inventif et sympathique devrait leur faire gagner un million de disciples ».
Alex Cabré, de DIY, propose une critique moins favorable, affirmant qu'il s'agit « peut-être moins d'un album à apprécier que d'un puzzle cérébral à résoudre ». Dans une critique encore plus négative, Roisin O'Connor, de The Independent, écrit que le disque constitue « une déception après le battage médiatique initial », et qu'il est « fastidieux et prévisible ».

### Distinctions
| Publication         | Liste                            | Rang | Ref.   |
| ------------------- | -------------------------------- | ---- | ------ |
| Loud and Quiet (en) | Albums de l'année 2021           | 1    | [ 28 ] |
| DIY                 | Les meilleurs albums DIY de 2021 | 5    | [ 29 ] |
| Paste               | Les 50 meilleurs albums de 2021  | 40   | [ 30 ] |
| NME                 | Les 50 meilleurs albums de 2021  | 40   | [ 31 ] |
| The Quietus         | Albums Quietus de l'année 2021   | 34   | [ 32 ] |
| The Guardian        | Les 50 meilleurs albums de 2021  | 44   | [ 33 ] |
| Consequence         | Top 50 des albums de 2021        | 37   | [ 34 ] |

## Liste des pistes
| Liste des pistes de For the First Time | Liste des pistes de For the First Time | Liste des pistes de For the First Time | Liste des pistes de For the First Time | Liste des pistes de For the First Time | Liste des pistes de For the First Time | Liste des pistes de For the First Time | Liste des pistes de For the First Time | Liste des pistes de For the First Time | Liste des pistes de For the First Time |
| No                                     | Titre                                  | Durée                                  |                                        |                                        |                                        |                                        |                                        |                                        |                                        |
| -------------------------------------- | -------------------------------------- | -------------------------------------- | -------------------------------------- | -------------------------------------- | -------------------------------------- | -------------------------------------- | -------------------------------------- | -------------------------------------- | -------------------------------------- |
| 1.                                     | Instrumental                           | 5:25                                   |                                        |                                        |                                        |                                        |                                        |                                        |                                        |
| 2.                                     | Athens, France                         | 6:23                                   |                                        |                                        |                                        |                                        |                                        |                                        |                                        |
| 3.                                     | Science Fair                           | 6:20                                   |                                        |                                        |                                        |                                        |                                        |                                        |                                        |
| 4.                                     | Sunglasses                             | 9:51                                   |                                        |                                        |                                        |                                        |                                        |                                        |                                        |
| 5.                                     | Track X                                | 4:44                                   |                                        |                                        |                                        |                                        |                                        |                                        |                                        |
| 6.                                     | Opus                                   | 8:01                                   |                                        |                                        |                                        |                                        |                                        |                                        |                                        |
| 40:44                                  |                                        |                                        |                                        |                                        |                                        |                                        |                                        |                                        |                                        |

## Personnel
Black Country, New Road
- Isaac Wood – chant, guitare solo
- Luc Marc – guitare
- May Kershaw – claviers
- Georgia Ellery – violon
- Lewis Evans – saxophone
- Tyler Hyde – basse
- Charlie Wayne – batterie

Personnel supplémentaire
- Andy Savours – production, mixage, ingénierie
- Guy Davie – mastering
- Joshua Rumble – assistance
- Asaf Rovny - pochette